# Parafia Najświętszej Maryi Panny Królowej Polski w Borzęcinie Dolnym
Parafia Najświętszej Maryi Panny Królowej Polski w Borzęcinie Dolnym – parafia rzymskokatolicka, znajdująca się w diecezji tarnowskiej, w dekanacie Radłów.